# Wahrsageautomat

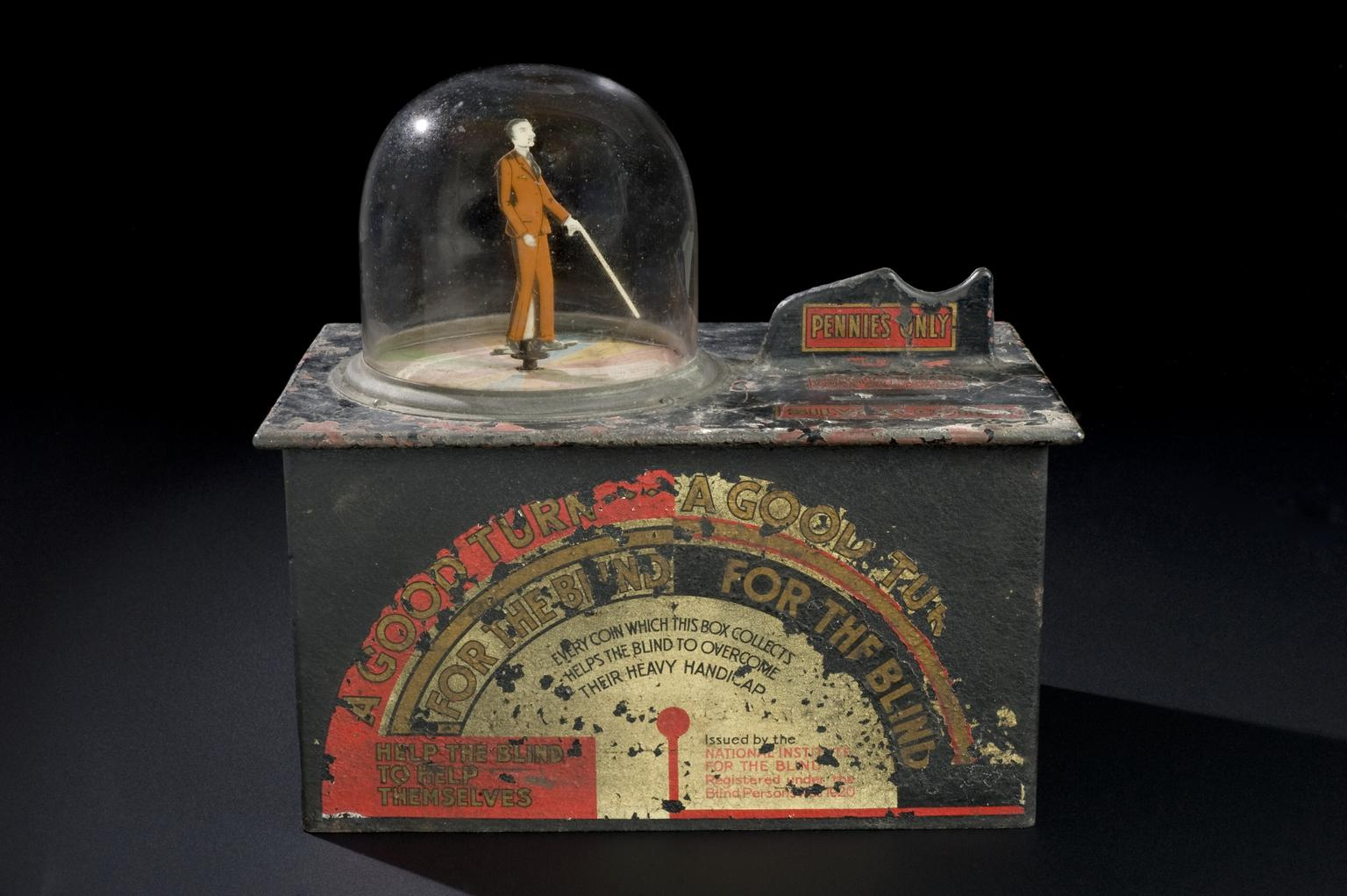
Wahrsageautomat zugunsten der Blinden, England um 1920

Ein Wahrsageautomat ist ein  Automat, der dem Kunden suggeriert, ihm die Zukunft oder die Wahrheit weissagen zu können. In der Regel erfolgt die Voraussage gegen Geldeinwurf. Die Vorhersage der Zukunft ist in vielen Kulturen verankert, so dass es naheliegt, mit Wahrsageautomaten komfortabel Geld zu verdienen. Am üblichsten war bisher die Ausgabe der Prophezeiung als Text auf einem Kärtchen.
Bereits ab 1820 gab es erste dokumentierte Konstruktionen. Besonders beliebt waren die Automaten um die 1930er-Jahre in den USA, doch auch in Deutschland waren Geräte aufgestellt. Die technischen Funktionen und die optische Gestaltung unterliegen unentwegt Entwicklungen und Moden. Der Unterhaltungswert der Wahrsageautomaten zieht sich durch die Jahrzehnte, so sind sie auch heute noch zu finden.

## Geschichte
Kurz vor 1820 baute der Schweizer Jean-David Maillardet die Great Magician Clock (deutsch Große Zauberer-Uhr). Sie war wie eine Kaminuhr gestaltet, auf der oben eine Figur in Zauberkleidung saß. Es ließ sich ein kleines Tablett mit einer Frage einlegen, woraufhin die Figur aufstand, mit den Augen rollte und ihren Zauberstab bewegte. Türchen schwangen auf und zeigten die Antwort. 1867 ließ J. Parks  eine ähnliche Konstruktion patentieren. Beide Maschinen waren sehr fehleranfällig und konnten nicht ohne Aufsicht laufen.
In den späten 1870er-Jahren gab es den Automaten Music Fairy (deutsch Musik-Fee). Der Kunde wählte hier mit einem Zeiger eine vordefinierte Frage aus und warf anschließend Geld ein. Daraufhin erklang Musik und eine Feenfigur zeigte eine von drei möglichen Antworten, die hinter einer sich öffnenden Tür erschien. Über diese unpatentierte Erfindung sind Informationen nur schwer zu erhalten.
Glücksspiel und Wahrsagerei haben das Element des Glücks gemein. Auf frühen Jahrmärkten waren Glücksräder als Gewinnspiel ein fester Bestandteil. Im 19. Jh. hatten sie sich über Europa verbreitet. Daher ist es naheliegend, dass auch die ersten Wahrsageautomaten ein Rad zum Drehen hatten. Patente belegen, dass frühe Wahrsageautomaten mit kleinen Veränderungen zu Glücksspielautomaten umgebaut werden konnten. Das erste Patent einer Maschine, die in großem Maße produziert wurde, stammt von 1889. Auch diese Maschine war in zwei Versionen erhältlich: eine Version mit einer Art Glücksrad zum Glücksspiel und eine Version mit einem Bild einer „Zigeunerin“ als Wahrsageautomat.
Ein Buch beschreibt die historische Entwicklung der Wahrsageautomaten in England. Die frühesten Versionen von Wahrsageautomaten wurden demnach wohl an Bahnhöfen aufgestellt. Im frühen 19. Jh. standen ca. 170 Amüsierautomaten in London. Auch große Kaufhäuser wie Woolworth stellten Amüsierautomaten auf. Die Automaten wurden zu einer permanenten Einrichtung. Sie wurden als Beistand und Ratgeber angesehen, wie das Theater, Lesungen oder Museen.
1891 findet man erste Wahrsageautomaten, die Karten mit Weissagungen herausgaben. Es waren einfache Geräte, die an der Wand angebracht wurden. Die Karten lagen in einer Vielzahl von Schubladen.
In den nächsten Jahren entstanden Hunderte von Variationen, die sich nur durch die Anzahl der Schubladen unterschieden. Bei fortgeschrittenen Modellen bewegten Figuren Hände oder Lippen beim Öffnen der Schubladen. Daraus entwickelten sich die Konstruktionen, in denen animierte Figuren selbst die Karten ausgaben.
In den Anfängen warben Hersteller noch damit, dass die Wahrsagungen der Automaten „garantiert zutreffen“. Nachdem dagegen Gefängnisstrafen ausgesprochen worden waren, wurden die Garantien zurückgezogen.
So wurde aus der Werbezeile:

Drop in your penny

I will tell you true

what Fortune has in store for you

die Abwandlung:

To tell your fortune

I do not pretend,

but I’ll give you some fun

if a penny you’ll spend

Wirf deinen Penny ein

Ich werde Dir die Wahrheit sagen,

was das Schicksal für dich bereithält

Dir dein Schicksal zu sagen

gebe ich nicht vor,

aber ich gebe dir etwas Spaß

wenn du einen Penny ausgibst
Vornehmlich in den 1930er-Jahren waren Wahrsageautomaten in den USA populär. Sie standen zum Beispiel auf Flaniermeilen, in Freizeitparks oder Restaurants. In diesen wirtschaftlich harten Zeiten boten die Automaten für eine Münze eine vorübergehende Abwechslung vom Alltag.
Eine weit verbreitete Form von Wahrsageautomaten sind hölzerne Kästen, in denen hinter Glas Figuren sitzen, die die Zukunft vorhersagen. Vornehmlich waren es Puppen von ausstaffierten Frauen, aber es gab auch bärtige Männer. Sogar Figuren von Tieren kamen zum Einsatz. Diese Figuren waren entweder verkleinert mit dem ganzen Körper dargestellt oder nur deren Oberkörper in Lebensgröße. Die Konstruktionen waren überraschend lebensecht – für die damalige Zeit. Die Wahrsager zeigten verschiedene Bewegungen, Bewegung von Kopf und Händen, Nicken, Blinzeln, Atembewegungen und die Handhabung mystischer Objekte, Wahrsagekarten oder Teeblätter.
Während der Kriegsjahre war die Produktion von mechanischen Bauteilen nur für kriegsrelevante Branchen gestattet. Daher wurden viele der Automaten aus Teilen früherer Apparaturen zusammengebaut. Vor allem in den 1950er- und 1960er-Jahren kamen die altmodischen Wahrsageautomaten wieder in Mode. Die Geräte wurden erneut produziert. Die Puppen waren nun allerdings weniger detailreich.
Die Illusion hörte nicht bei den Figuren auf, sondern setzte sich beim technischen Prozess fort. Das zeigte sich u. a. bei einer vermeintlichen Auswahl von Sternzeichen, die jedoch das Ergebnis gar nicht beeinflusste, wie es beim Modell Zoltan beispielsweise der Fall war. Oder einige Automaten der Serie Gypsy Grandma (deutsch Zigeuner-Großmutter) ab den 1940er-Jahren hatten einen Lautsprecher und ein Mikrophon in der oberen linken Ecke der Frontscheibe. Sie waren jedoch ohne technische Funktion und lediglich dafür gedacht, dem Kunden das Gefühl zu vermitteln, dass er mit der Großmutter sprechen könne.
Moderne Automaten sind mit mannigfaltigen Wahrsagecharakteren erhältlich, die Beispiele reichen vom Außerirdischen über Elvis bis zum Totenkopf mit Bildschirm.

## Deutschland
Über deutsche Modelle ist nicht sehr viel bekannt. Eines war der Orakelautomat von etwa 1930, der Hersteller ist nicht bekannt. Auf der Vorderseite des Orakelautomaten sah der Kunde eine Scheibe mit 16 Weissagungen, in deren Mitte ein Pfeil war. Im Inneren des Automaten hing eine Art Wasserrad aus Papier. Warf der Kunde nun eine 10-Pfennig-Münze ein, fiel sie in eines der Radfächer. Dieses Gewicht bewegte den Zeiger auf der Vorderseite und zeigte so dem Kunden seine Antwort. Viele jener Sprüche rankten sich um Liebe und Ehe, alle in einem kleinen Reim formuliert. Da las man zum Beispiel: „Sei nicht so offenherzig immer, sonst glückt dein schöner Plan Dir nimmer“ oder „Das Standesamt, oh hör mein Wort, das ist für Dich ein Schreckensort.“
Im Jahr 1933 erschien in der deutschen Fachzeitschrift Der Automat ein Artikel über Wahrsageautomaten. Einleitend wurde erklärt, dass die Anzahl der Wahrsageautomaten immer größer werde. Der Beitrag bemühte sich, die Seriosität und Nützlichkeit dieser Unterhaltungsautomaten herauszustellen. Die Wahrsagung sei so zu verstehen, stand dort, dass sie Möglichkeiten aufzeige, die dem Charakter der Kunden entsprächen.

„Man sollte allerdings an den Eingang jeder gedruckten Wahrsagung die Worte stellen: Denke über Dich selbst nach!“

Der Chiromantie-Automat zum Beispiel gab Kärtchen über „Geschick und Charakter“ des Kunden aus, deren Wahrheit der Kunde für sich erkunden musste. Damit gab der Automat vielen Menschen die erste Gelegenheit, einmal über sich selbst nachzudenken. Er regte dazu an, die Beziehung zwischen Körper und Seelenleben zu erkunden. Die Wahrsageautomaten böten im Grunde die gleichen Antworten wie ein menschlicher Wahrsager, der ja auch nur pauschale Aussagen mache. Die Aussagen träfen dann zu, wenn sich der Kunde die Mühe mache, sich weiterzuentwickeln. Selbst wenn sich ein Automat mal irrt, könne der Kunde daraus immer noch die Kraft für eine Veränderung ziehen. Nur weil das vielen Menschen zu beschwerlich sei, sagen sie, dass Wahrsageautomaten Schwindel wären. Laut einer Umfrage von 1939 glaubten 40 % der Frauen an die Weissagungen aus den Automaten.

„Wir können den Wahrsageautomaten, die Automaten aus der ‚Vierten Dimension‘, ruhig benutzen: zur Unterhaltung, zur Anregung und zum Lernen eigener Beurteilungsfähigkeiten.“

Begleitet wurde der Artikel von einer Werbeanzeige für den Horoskop Verkaufs Automaten von TH. Bergmann & Co. aus Hamburg-Altona. Das Aussehen des Standgerätes sei hochwertig und es sei „unverwüstlich“ gearbeitet, so dass er auch unter freiem Himmel funktioniere. Der Kunde konnte am Handrad seinen Geburtstag einstellen und erhielt eine Karte mit dem Horoskop. Der Automat enthielt 1200 Horoskope, die „in ernsthafter, individuellen Art von Dr. Rühlemann, Hamburg“ formuliert worden waren. Für den Aufsteller versprach er Einnahmen von 100 Reichsmark pro Tag. Den Kunden lockte das Gerät mit
Symbolen der Tierkreiszeichen, versprach in der Geräteaufschrift „Ausführungen über Charakter & Schicksal“ und empfahl, auch gleich die Horoskope für die Angehörigen zu prüfen. Die ADE Automaten und Schnellwagenfabrik GmbH aus Berlin-Reinickendorf hatte noch ein Verkaufsargument: Sie empfahl dem Aufsteller einen Wahrsageautomaten als „Ersatz für die verbotenen Spiel-Automaten!“

## Gestaltungsarten
Die Präsentationsmethoden der Wahrsageautomaten waren von Beginn an vielfältig: Glücksrad, Wählscheibe, Kartenausgabe, animierte Figuren.

### Automaten ohne Figuren am BeispielThe Wizard Fortune Teller
Komplettansicht des Wizard Fortune Teller von der Sammlerseite www.pinrepair.com (englisch)

Link zum Bild

Die schlichteren Versionen von Wahrsageautomaten sind ohne mechanische Figuren gestaltet. Diese Automaten boten zum Beispiel vorformulierte Fragen, von denen der Kunde eine auswählen konnte. Die Fragen lauteten beispielsweise „Sieht meine Zukunft strahlend aus?“ oder „Kann ich meiner Liebe trauen?“. Der Automat lieferte als Antwort die Anzeige Ja oder Nein.
Der Automat The Wizard Fortune Teller (deutsch Der Zauberer Wahrsager) war da schon etwas dezidierter. Die erste Version dieses Wahrsageautomaten wurde von 1904 bis 1910 von Mills Novelty Co. angefertigt. Diese Version war schlicht gestaltet und hatte noch einen Kasten aus Holz. Von 1919 bis 1927 folgte eine Version mit Metallgehäuse, die dekorativ verziert war, um mehr Aufmerksamkeit zu erregen. Die metallene Ausführung zeigte in ihrer Außengestaltung ein Herz mit verliebten Eulen und versprach dazu, den zukünftigen Ehepartner erkennen zu lassen. Die Dekorationselemente waren als Flachrelief mit Farbverzierungen in Rot und Grün gestaltet. Dargestellt wurden ebenfalls ein Zauberer mit Zauberstab, ein Räuchergefäß, aus dem roter Dampf aufstieg, eine weitere Eule und Abbildungen der Sternzeichen.
Der Kunde konnte mit einem Pfeil eine vorformulierte Frage auswählen. Zur Auswahl standen insgesamt sechs Fragen. Die Scheibe mit den Fragen und jene mit den Antworten konnten vom Aufsteller ausgetauscht werden. Dazu befand sich im Inneren des Gehäuses eine Anleitung. Manche Fragen waren nur für Frauen und andere nur für Männer gedacht. Eine Frage nach dem zukünftigen Ehepartner war nicht zwangsläufig enthalten. Nach dem Einwurf einer 1-Cent-Münze hieß es, einen Knopf an der Seite zu drücken. Dadurch wurde im Inneren eine Scheibe mit den möglichen Antworten in Gang gesetzt, ähnlich einem Glücksrad. Auf der Vorderseite, oberhalb der Fragen, wurde dann in einem kleinen Fenster die erdrehte Antwort angezeigt. Eine Frage lautete zum Beispiel: „Habe ich versteckte Feinde?“ Die mögliche Antwort: „Nein, jeder mag dich.“ Die Antworten waren nicht nur in Textform, sondern eventuell als kleine Zeichnungen dargestellt. Als Antwort für die an Frauen gerichtete Frage „Wie werde ich in der Zukunft aussehen?“ erschien eine zeitgemäße Zeichnung einer stilvollen älteren Dame.

### Automaten mit Figuren am BeispielPrinzessin Doraldina
Vitrinenansicht eines Princess Doraldina Automaten von 1928 von der Sammlerseite www.pinrepair.com (englisch)

Link zum Bild

Der Automat Princess Doraldina (deutsch Prinzessin Doraldina) von Doraldina Corp aus dem Jahr 1928 zeigt deutlich, wie sich das Aussehen der wahrsagenden Figuren verbesserte. Denn es heißt, dass gerade ihr hübsches Erscheinungsbild die Kunden anzog. Zu sehen ist der Oberkörper der Figur in Lebensgröße. Gekleidet und geschmückt ist sie in zeittypischer „Zigeuner“-Kleidung, die je nach Variante etwas unterschiedlich war. Ihr Kopf war aus Wachs geformt. Die Haare und auch die Augenbrauen waren aus menschlichem Echthaar. Sie trug Make-up und Nagellack. Wenn sie eine Wahrsagung machte, bewegten sich nicht nur Augen und Hände, sondern sogar der Brustkorb hob und senkte sich, als würde sie atmen!
She breathes

She sees

She tells you all
Sie atmet

Sie sieht

Sie sagt Dir alles
Beschriftung des Automaten Princess Doraldina
Doraldina saß an einem kleinen Tisch, auf dem mehrere Wahrsagekarten lagen. Nach Einwurf von 5 Cent bewegte sie ihre Hand über die ausgebreiteten Karten. Dann fiel eine Karte (nicht vom Tisch) durch einen Schacht zum Kunden. Wenn man diese Karte mit denen anderer Automaten vergleicht, stehen hier verhältnismäßig lange Texte. Ein Auszug lautete beispielsweise: „Der Traum von einer Parade wird eine gewollte Veränderung im Leben ankündigen.“
Ein Princess-Doraldina-Automat wurde 2021 in einer Auktion für beinahe 40.000 US$ ersteigert.

### Automaten mit Tieren am BeispielDer gestiefelte Kater
Vitrinenansicht eines Puss In Boots Automaten von der Sammlerseite www.pinrepair.com (englisch)

Link zum Bild

Tiere wie Eisbär, Braunbär, Affe findet man nicht nur in modernen Wahrsageautomaten, sondern auch in antiken. Kurios erscheint da beispielsweise der Esel im Kleid, der mit einem Schiffssteuerrad die passende Antwort auswählte.
Populär war der Automat mit dem Gestiefelten Kater (englisch Puss In Boots). Es existieren viele Reproduktionen dieses Automaten. Nachbauten gab es in den 1930er- und 1980er-Jahren. Originale gibt es nur noch wenige. Er stammt von demselben Hersteller und aus demselben Zeitraum wie der frühe Automat Madame Zita, Roover Brothers Co. um die Jahrhundertwende. Hier ist ebenfalls die ausgefeilte Technik beachtenswert.
Der Kater ist wie ein feiner Mensch gekleidet, mit Hut und natürlich Stiefeln. Sein Gesicht ist möglichst originalgetreu mit Haaren gestaltet oder in anderen Versionen aus Holz. Schnurrhaare tragen beide Versionen. Die Hände sind nicht behaart, sondern aus Holz. Seine Mimik zeigt ein lächelndes Grinsen. Der Kater sitzt wie ein Mensch auf einem gepolsterten Hocker. In der einen Hand hält er einen Stab, in der anderen ein kleines Metalltablett. Der Kunde hatte eine 1-¢-Münze einzuschieben und dann einen Hebel zu ziehen. Daraufhin drehte sich der Kater und öffnete mit dem Stab eine Holzkiste, die ihm zu Füßen stand. Anschließend führte er sein kleines Tablett zu einem Kartenmagazin in der Ecke der Vitrine, wo es eine kleine Wahrsagekarte aufnahm. Das erledigt, führte er das Tablett wieder nach vorn und kippte es. Die Karte fiel in die geöffnete Holzkiste, die er prompt mit dem Stab wieder schloss. Bei diesen vielseitigen Aktionen folgten Kopf und Oberkörper den Bewegungen. Die Karte mit der Wahrsagung rutschte über einen Schacht zum Kunden.

## Funktionsarten

### Vorformulierte Fragen am BeispielAn Answer from Beyond

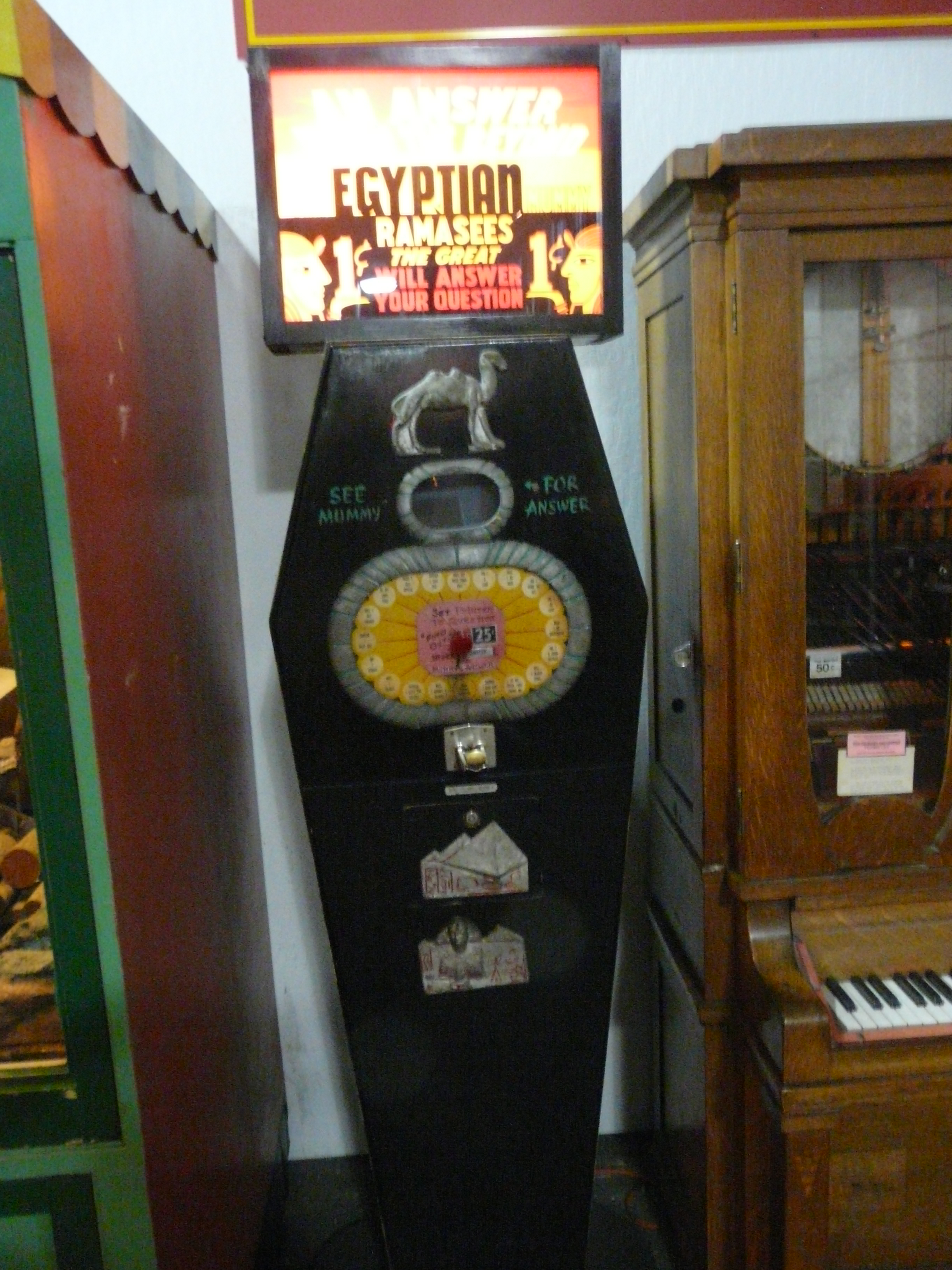
An Answer from Beyond Automat im Musée Mécanique in San Francisco

Der Automat An Answer from Beyond (deutsch Eine Antwort aus dem Jenseits) behauptet: „Die ägyptische Mumie Ramses der Große wird Deine Frage beantworten“. Hergestellt wurde das Gerät von der Firma Exhibit Supply Co. zwischen 1937 und 1941.
Das originelle Design greift das ägyptische Thema auf. Der Automat ist wie ein aufrechtstehender Sarkophag geformt. Obendrauf stehen drei Pyramiden. Die Farbgebung ist von vorne vornehmlich schwarz. Das in orange, rot und gelb gestaltete beleuchtbare Namensschild aus Glas sticht hervor. Auch auf der Front sind ägyptische Motive angebracht, aus chromiertem Aluminium, weitere Pyramiden, ein Kamel, die Sphynx.
Mithilfe eines Drehrads kann der Kunde von zwanzig Fragen eine auswählen. Die Fragen lauteten beispielsweise „Werde ich bald heiraten?“, „Werde ich erfolgreich sein?“, „Sollte ich das Geheimnis bewahren?“ oder quasi als Joker „Deine geheime Frage“. Um die Antwort auf die ausgewählte Frage zu erhalten, muss der Kunde in ein kleines Fenster im Automaten schauen.

### Automaten mit Handschrift am BeispielMystischer Stift
Detailansicht eines Wizard’s Pen Automaten mit Spulen und halbverborgenem Stift von der Sammlerseite www.pinrepair.com (englisch)

Link zum Bild

Ein weiterer technisch einfacher Automat täuschte vor, die Bestimmung des Käufers mit einem Stift aufzuschreiben.
In den 1930er-Jahren wurde der Automat Wizard’s Pen (deutsch Stift des Zauberers) bekannt, von der Firma International Mutoscope angeboten. Wiederaufgelegt von Mike Munves in den 1940er- und 1950er-Jahren hieß er Mystic Pen (deutsch Mystischer Stift). Der Automat erkennt durch Handauflegen vermeintlich den Charakter des Kunden und trifft individuelle Vorhersagen. Der Automat preist an, dass die Nachricht „von Deiner eigenen mystischen Strahlung ausgelesen“ wird, „Dein Character [wird] von Deiner Handfläche durch die Spule zum Stift übertragen.“
Beispiele von Karten in angeblicher Handschrift von der Sammlerseite www.pinrepair.com (englisch)

Link zum Bild

In einem typischen Vitrinenkasten sind unten zwei große elektrische Spulen zu sehen, die mit dekorativen Kabeln verbunden sind. In deren Mitte steht ein Stift, dessen unterer Teil verdeckt ist. Nach Einwurf der Münze muss der Kunde seine Hand fest auf eine vorgeformte Metallplatte legen. Der Stift im Inneren der Vitrine beginnt sich zu bewegen, als würde er schreiben. Auf manchen Geräten fordert eine Beschriftung den Benutzer auf, den Stift im Auge zu behalten, damit man herausfinden möge, wie er funktioniert. Nach einiger Zeit hält der Mystische Stift inne und die handgeschriebene – in Wahrheit vorgedruckte – Nachricht wird ausgeworfen.
Ein Beispiel für eine Nachricht bietet folgendes in Handschrift: „Du hast ein schnelles Auge und eine lebendige Phantasie […]. Du bist fleißig, gutherzig und sympathisch […]. Du genießt Musik und spät im Leben wirst Du von etwas profitieren“. Die Rückseite der Karte zeigt sich geschäftstüchtig. Unter einer Zeichnung mit Werbesprüchen fordert sie den Leser auf, noch eine Münze einzuwerfen, und der „Mystische Stift wird Dir noch mehr schreiben.“

### Zaubertrick-Automaten am namenlosen Beispiel
Ein kurioser Automat vollführte einen vermeintlichen Zaubertrick. Der Automat gab ein Papier aus, der Kunde schrieb seinen Namen darauf und schob es zurück in das Gerät. Dort steckte es eine Zigeunerinnen-Puppe in ihre Tasche, holte es nach kurzer Zeit wieder heraus und wie durch Zauberhand stand außer dem Namen eine Nachricht darauf. Des Rätsels Lösung waren Chemikalien in der Tasche, die unsichtbare Tinte zu Tage brachten.

### Frühe Technik am Beispiel vonMadame Zita
Zwei Ansichten eines Madame-Zita-Automaten aus der Zeitschrift American Antiquities (englisch)

Link zum Bild

Hervorzuheben ist der Automat Madame Zita (deutsch Frau Zita). Zum einen wegen seines frühen Erstellungsdatums, zum anderen wegen seiner technischen Raffinesse und nicht zuletzt wegen der allgemeinen Beliebtheit. Madame Zita wurde bereits um 1895 von den Roover Brothers hergestellt. Im Gegensatz zum Rufnamen steht auf dem Schild des Automaten Mlle Zita, was Mademoiselle, also Fräulein Zita, bedeutet. Sie war unter den beliebtesten Wahrsageautomaten aus der Hochzeit der Automaten. Es gibt nur noch eine Handvoll Originalmaschinen. Die Gestaltung der puppengroßen, jungen Madame und ihrer Kleidung variiert dabei stark, von einer Zigeunerin über eine Witwe bis hin zu einer Frau mit langen blonden Zöpfen. Das Design des Automaten im Allgemeinen ist zierlich, eine anmutige Puppe in einer schmalen Vitrine, die auf grazilen, geschwungenen Beinen steht.
Beachtenswert ist die Mechanik hinter dem Automaten, die schon überraschend detailliert war: Der Kunde schob 1 Cent ein und legte anschließend einen seitlichen Hebel um. Auf der linken Seite der Puppe befindet sich ein gläsernes Kartenmagazin, in dem ein Stapel von dicken Wahrsagekarten aus Pappe zu sehen ist. Die Puppe öffnet mit ihrer linken Hand die Klappe zu den Karten. Mit der anderen Hand greift sie gleichzeitig zum Kartenmagazin und nimmt mithilfe eines beweglichen Daumens die unterste Karte aus dem Stapel. Diese Karte trägt sie anschließend nach rechts, wo der bewegliche Daumen sich öffnet. Dadurch entsteht der Eindruck, dass die Wahrsagerin die Karte wirft. Sie fällt in einen Eimer, der die Karte durch einen Schacht zum Kunden führt.

### Verbale Wahrsageautomaten am Beispiel derSprechenden Zigeunerin
Totale der Sprechenden Zigeunerin in Virginia City aus der Zeitschrift American Antiquities (englisch)

Link zum Bild

Ein sehr seltenes Stück ist ein Automat, der seine Nachrichten nicht durch gedruckte Karten, sondern mithilfe einer Tonaufnahme ausspricht.
Nach 2010 wurde der Wahrsageautomat der Sprechenden Zigeunerin in der Presse berühmt. Charles Bovey (1907–1978) wollte die angehende Geisterstadt Virginia City mit ihrem historischen Kern vor dem Verfall bewahren. Er kaufte sie und weitere Städte auf. Er restaurierte, bewahrte und stattete die Gebäude mit antiken Spielen, Musikboxen und Kuriositäten aus, die er im Laufe seines Lebens gesammelt hatte. Darunter war auch der Automat mit der Zigeunerin – ihr Wert unentdeckt. Die Puppe stand über Jahrzehnte im Schaufenster eines Restaurants und hatte unter der Sonneneinstrahlung gelitten. 1998 erwarb der Staat in Virginia City zahlreiche dieser Gebäude und deren Inhalt. Abermals befand sich darunter die wahrsagende Zigeunerin.
Der Automat der Sprechenden Zigeunerin „sprach“ mithilfe von zwei Phonographenwalzen aus Wachs. Diese Tonträger neigen zu schnellem Verschleiß. Die Sprechende Zigeunerin ist auf Englisch einfach unter dem Namen Gypsy (deutsch Zigeunerin) bekannt. Der Automat stammt von Mills Novelty Co. und wurde etwa von 1906 bis 1908 angefertigt. Der Werbetext pries den Automaten damit an, dass diese Maschine einzigartig sei, weil sie die Prophezeiungen spreche, und hinzu kam, dass „die erstaunliche Lebensähnlichkeit […] alle Betrachter in Erstaunen versetzt.“
Der hölzerne Automat ist circa 2,40 Metern hoch. Oben lässt sich lesen „Your Fortune told by a human voice“ (deutsch „Dein Schicksal von einer menschlichen Stimme gesprochen“). Die Schrift ist links und rechts von zwei leuchtenden Laternen flankiert. Für Kinder gab es auf der Vorderseite einen Tritt. In einer Vitrine sitzt der Oberkörper der Zigeunerin aus Pappmaché. Sie trägt ein grün-gelbes Miederkleid, ebenfalls aus Pappmaché, mit weißen Ärmeln aus Seide. Ihre Haare sind dunkel, darauf eine Art Krone. Im vorderen Bereich und zu ihren Händen sind Spielkarten abgebildet, im Hintergrund ein roter Vorhang. Sowohl links als auch rechts neben der Vitrine befinden sich je ein Geldeinwurf mit Beschriftung. Der Preis von 5 ¢ ist neben den Münzeinwürfen vermerkt. Eine weitere Besonderheit: Der linke Münzeinwurf ist für männliche Kunden, der rechte für weibliche. Bei Geldeinwurf drehte sich der Kopf der Puppe zum Besucher. Die Augen waren beweglich, sie blickten den Kunden an und begannen hin und her zu zuckeln. Die Pappmachézähne klackerten hinter ihrem starren Lächeln. Je nach Auswahl des Münzeinwurfs sprang die entsprechende Walze an, eine für Männer, eine für Frauen. Die Walzen des Automaten enthielten ungefähr 40 Nachrichten. Diese lauteten beispielsweise „Du wirst dreimal heiraten, mit steigender Freude“ oder man solle „ein bisschen warten für das größte Glück [seines] Lebens.“ Eine weitere Nachricht warnte vor einer dunkelhaarigen Frau, „sie wird dich in Schwierigkeiten bringen.“
Die Stimme der Zigeunerin kam aus Röhren, die aus dem Kasten ragten, an die man das Ohr halten musste. Die Stimme soll mit einem osteuropäischen Akzent gesprochen haben. Sie wurde ursprünglich zur Erhaltung auf ein Tonband kopiert. In den 1970er-Jahren versagte das Band. Dem Physiker Carl Haber am Lawrence Berkeley National Laboratory ist es um 2009 gelungen, mit dem Einsatz optischer Technologie die originalen Audiodaten wiederherzustellen, ohne die alten Wachszylinder überhaupt berühren zu müssen. 2013 war in Diskussion, die Sprachwalzen noch einmal laufen zu lassen, um die Stimme digital aufzunehmen. Das könnte man neben dem in Virginia City ausgestellten Automaten abspielen lassen.
Um 2005 begann die Montana Heritage Commission, den Automaten zu restaurieren. Das Ziel der Restaurierung war, so nah wie möglich am Originalzustand zu bleiben. Beim Restaurieren wurden abgenutzte oder gebrochene Teile entweder repariert oder mit exakten Replikaten ersetzt. Konnten keine Replikate oder Materialien aus der Zeit gefunden werden, wurden jene Teile nicht ersetzt. Der Stoff der Sprachschläuche wurde beispielsweise nachgewebt. Die zerkrümelten Seidenärmel der Puppe wurden ersetzt. Die beweglichen Teile waren noch funktionsfähig. Der Restaurator arbeitete kostenfrei, als kein Geld mehr zur Verfügung stand. Der Enkel des Erfinders der Sprechenden Zigeunerin bot finanzielle Unterstützung für die Restauration an. 2008 wurde der restaurierte Automat in der von historischen Holzhäusern gesäumten Hauptstraße von Virginia City ausgestellt. Besucher werden durch ein Absperrseil auf Abstand gehalten.
Als der Fund bekannt wurde, schätzten Sammler, dass es von diesen sprechenden Wahrsageautomaten maximal noch drei auf der Welt gebe. Verschiedene Sammler versuchten, die Sprechende Zigeunerin zu erwerben, darunter David Copperfield. Der Preis wurde auf circa 10 Millionen Dollar geschätzt. Der Staat lehnte die Kaufangebote ab, auch wenn er unter finanziellem Druck stand. Den Verantwortlichen war wichtiger, das seltene Ausstellungsstück der Öffentlichkeit zugänglich zu machen.

### Projektionstechnik am BeispielMadame Morgana
Totale eines Madame-Morgana-Automaten auf pinterest

Link zum Bild

Eine weitere technische Variante präsentierte in den 1970er-Jahren der Automat Madame Morgana von Bacchus. Zum einen verließ die Form des Kastens das altbekannte aufrechtstehende Viereck und ähnelt schon kommenden Arcade-Automaten mit hervorragendem Oberbau, zurückgesetztem Bildschirm und Bedienelementen auf Tischhöhe. Zu diesen Bedienelementen gehörten Flächen zum Handauflegen und bei manchen Modellen eine Auswahl des Sternzeichens.
Hinter dem Bildschirm steht ein neutraler Schaufensterpuppenkopf im exaltierten schwarzen Kragen mit anliegendem Kopfputz. Nach dem Einwurf des Geldes wurde das Gesicht einer Frau auf die Oberfläche des Puppenkopfes projiziert. Dieses Gesicht bewegte sich und schien den Kunden direkt anzuschauen, während es dessen Schicksal sprach.

## Einsatzgebiet

### Automaten für Wohltätigkeit am BeispielBritisches Blindeninstitut

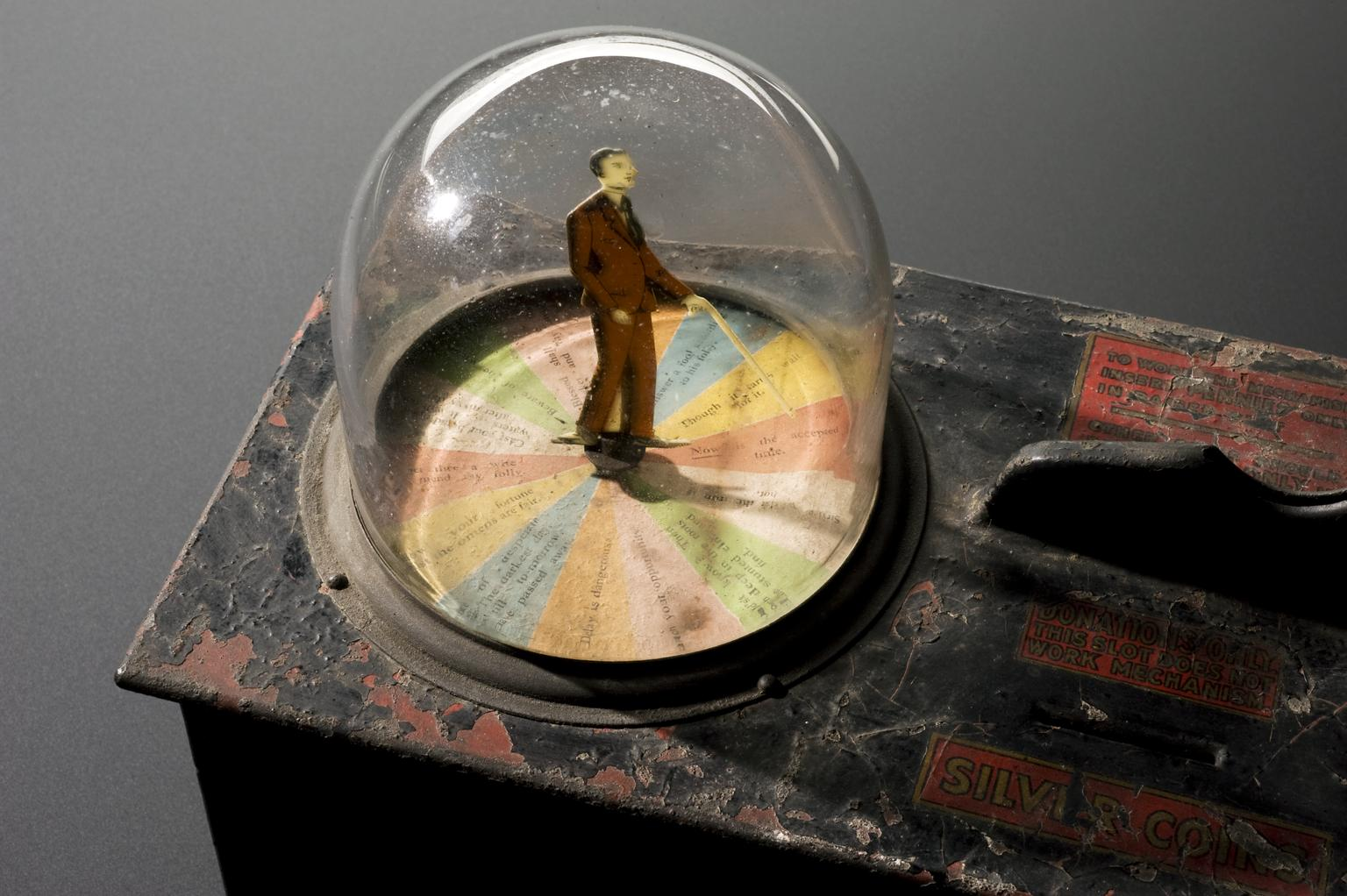
Wahrsageautomat zugunsten der Blinden, England um 1920

Wahrsageapparaturen wurden auch für Spendensammlungen eingesetzt. Ein Beispiel dafür ist ein kleiner Automat aus England von 1920–1930, der vom britischen Staatlichen Blindeninstitut betrieben wurde. Der Automat wurde von Walter Hard in Ramsgate angefertigt. „Jeder Penny, der in diesem Kasten landet“, so die Aufschrift, „hilft den Blinden, ihre schwere Behinderung zu überwinden.“
Auf einem kleinen Kasten steht die Figur eines Mannes mit weißem Blindenstock, geschützt unter einer Glaskuppel. Der Mann ist modisch gekleidet und trägt einen zeitgemäßen, dünnen Schnurrbart. Er steht in der Mitte eines Kreises, auf dem Aussagen in farbigen Feldern geschrieben stehen. Nach Einwurf einer Münze, eines alten britischen Pennies, dreht der Blinde sich und zeigt mit seinem Blindenstock auf eine Weisheit. Die Sprüche lauteten zum Beispiel „Hüte Dich vor der Witwe“, „Jetzt ist die akzeptierte Zeit“ oder „Los, hole Dir eine Ehefrau. Sie wird sich um Deine Torheit kümmern.“

### Automaten im Film am BeispielMystic Seer
Filmszene mit dem Mystic Seer Automat auf einer Mystic Seer Fanseite

Link zum Bild

In der Fernseh-Twilight-Zone-Episode „Nick of Time“ von 1960 (mit dem jungen William Shatner) kam ein kleiner Wahrsageautomat vor, der gleichzeitig als Serviettenhalter in einem Diner fungiert. Die Funktionalität ist bekannt: Einwurf einer Münze, Drücken eines Hebels und der Automat gibt eine Karte aus. Die Karten enthalten Sprüche, die Antworten auf Ja-Nein-Fragen bieten sollen. In der TV-Serie scheinen diese Aussagen immer auf unheimliche Weise wahrheitsgetreu.
In der TV-Serie heißt die Maschine Mystic Seer (deutsch Mystischer Seher) und hat durch einen wackelnden Teufelskopf auf der Oberseite einen hohen Wiedererkennungswert. Unter dem Mystic Seer steckt in Wirklichkeit ein anderes Wahrsagemodell, nämlich die Swami Fortune Machine. Für den Film wurde der Schöpfer des Swami engagiert, damit er für seine Maschine verschiedene Hüllen gestaltet, die als Requisite eingesetzt werden können. Vorlage für den wackelnden Teufelskopf war zunächst der Kopf eines Halloween-Bonbon-Spenders, dem für den Film ein Modell aus Latex nachgebildet wurde.

Der Mystic Seer, dessen Nachbauten heute noch zu kaufen sind, erlangte Kultstatus.

### Automaten als Kunst am BeispielDer allsehende Trump
Der allsehende Trump Automat in Manhattan, New York Foto auf CNN

Link zum Bild

Gegen Ende des Präsidentschaftswahlkampfes von Donald Trump, im Oktober 2016, tauchte in New York City ein Wahrsageautomat mit einer Trump-Puppe als Prophet auf, „The all seeing Trump“ (deutsch „Der allsehende Trump“). Es war eine bewegliche Kunstinstallation mit einer satirischen, animierten Version von Donald Trump. Laut den Künstlern bestand das Konzept daraus, dass Trump freudig eine sehr dunkle Zukunft voraussagt, in der er Präsident wird. Seine aggressive, beleidigende Wahlkampagne wird von den Aussagen des Automaten verspottet. Das mediale Aufsehen war sehr hoch. Passanten bewerteten das Kunstwerk als unlustig, beängstigend und wahrheitsgetreu.
Die Künstler erklärten, dass der Automat an Orten platziert wurde, die im Zusammenhang mit Trumps Politik stehen, beispielsweise am Trump Tower, an einer Moschee in Queens, einem Restaurant für mexikanische und amerikanische Speisen, der New York Times, Fox News und der Organisation Planned Parenthood.
Den Auftrag für die Herstellung des Automaten erhielt Characters Unlimited, die Wahrsageautomaten für Casinos oder Hollywood produzieren. Der Auftraggeber bezahlte dafür 8.000 US-Dollar. Die Künstler haben vier Monate an der Maschine gearbeitet. Wer die Maschine kreiert hatte und wo sie danach auftauchte, blieb unbekannt. Ihre Identität wollten die Künstler geheim halten, jedoch nicht ihre politische Meinung, in der sie Trump als sehr gefährlich für das Land beschrieben.
Die Puppe in der Vitrine des Automaten trug Trumps typisches Outfit, mit weißem Hemd, dunklem Jacket und roter Krawatte, ebenso wie die markante Frisur. Im Hintergrund war die US-Flagge drapiert und ein Weißkopfseeadler (Wappentier der USA) aus Plüsch saß auf Trumps Schulter. Die Puppe hatte leuchtende, rote Augen. Die Arme bewegten sich etwas um eine Kristallkugel herum. Die Stimme stammte vom Komiker Anthony Atamanuik, der als Imitator Trumps Berühmtheit erlangte.
Der allsehende Trump hatte eine entschiedene einwanderungsfeindliche Haltung und einen düsteren Ausblick in die Zukunft. Drückte man auf den roten Knopf, ließ er finstere Vorhersagen verlauten und spuckte eine misfortune card (deutsch Unglückskarte) aus, beispielsweise:

„Wenn Du die Zukunft sehen möchtest … bau einen Atombunker.“

Wenn er Mexikaner in Zügen abtransportieren lassen wollte, wie „Vieh“ und „besser als die Deutschen“, lassen sich Parallelen zum Holocaust nicht negieren. Die Handelsbeziehungen zu China wollte der vermeintliche Präsident abbrechen, weil er kein Chinesisch verstehe: „Ich so: ‚Hallo? Sprich Englisch!‘“ Über Frauen weiß der Automat: „Nicht jede Frau ist unattraktiv – nur die dicken, widerlichen. […] Wir werden Amerika wieder sexy machen!“
Der Trump in der Maschine sagte den Leuten, dass sie „arm aussehen“ und sich von einer „reichen Puppe die Zukunft vorhersagen lassen sollen.“ Eine Karte ergänzt: „Ich sehe großen Reichtum in der Zukunft. Für mich, nicht für Dich.“ Als Präsident werde er seine Kabinettsmitglieder selber wählen, denn „[d]ies ist eine sehr wichtige Rolle des Präsidenten.“ Nicht alle Aussagen sind erfunden, so wie dieses wahre Zitat aus dem Januar 2016: „Ich könnte mitten auf der 5th Avenue stehen und jemanden erschießen und ich würde keine Wähler verlieren.“

## Berühmte Automaten

### Zoltan

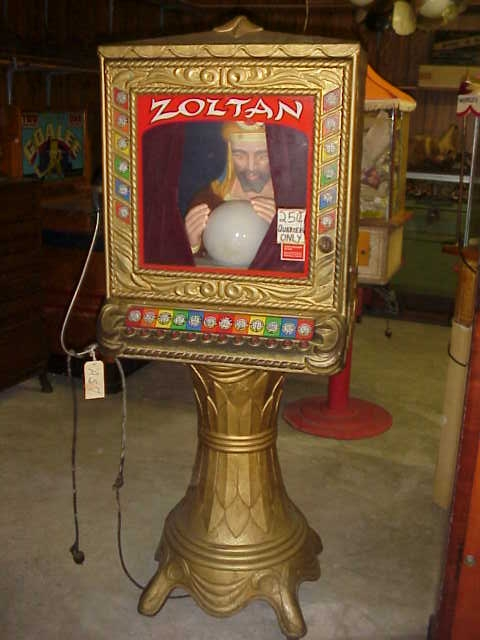
Wahrsageautomat Zoltan, allerdings ohne den typischen Telefonhörer

Von wahrscheinlich 1967 bis in die frühen 1970er-Jahre produzierte Prophetron einen Wahrsageautomaten mit dem Namen Zoltan. Es wurden nur maximal 60 Stück hergestellt. Es wird vermutet, dass der Name vom ungarischen Wort für Sultan (ungarisch szultán) abgeleitet wurde. Eine Werbeanzeige für den Automaten verspricht eine Lebensdauer von 20 Jahren, nicht zuletzt wegen des beständigen Materials Fiberglas. Weiterhin wurden der plüschige Stoffvorhang und die personalisierten astrologischen Vorhersagen angepriesen.
Dieses Modell verlässt die klassische Kastenform. Es ist eine Vitrine auf einem schmaleren Standfuß. Die Modellierung soll an verziertes Gold erinnern. Zoltan gehört zu den Wahrsageautomaten, die dem Kunden erlaubten, vorab sein Sternzeichen auszuwählen. Knöpfe für die zwölf Sternzeichen waren sowohl unterhalb der Vitrine angebracht als auch seitlich. In späteren Baureihen wurden die zusätzlichen Sternzeichen-Knöpfe an den Seiten entfernt und durch rot-weiße Streifen ersetzt. Neuartig war, dass der Kunde einen alltäglichen Telefonhörer in die Hand nehmen musste, um Zoltans Weisheiten zu hören.
Im Inneren der Vitrine sieht der Kunde den Oberkörper eines graubärtigen Mannes in Sultan-Bekleidung, der in eine große Kristallkugel schaut, um die er seine Hände hält. Bei der Ausführung der Puppe fehlt indes die Liebe zum Detail, die die früheren Puppen aus den 1930er-Jahren aufweisen. Diese Entwicklung zum einfacheren Aussehen bei den Automaten-Puppen wird beibehalten bleiben.
Der Preis betrug anfangs 10 Cent, was später auf 25 Cent erhöht wurde. Nach Einwurf der Münze hielt der Kunde den Telefonhörer ans Ohr und wählte über die Schaltflächen sein Sternzeichen aus. Daraufhin leuchtete die Kristallkugel auf und erhellte Zoltans Gesicht. Bewegen konnte die Figur sich nicht, im Gegensatz zu den allermeisten Wahrsageautomaten mit Figuren. Eine mystische Hintergrundmusik spielte durch den Hörer, bis Zoltan mit tiefer Stimme in angeblich starkem ungarischen Akzent seine Weisheit verkündete. Es war übrigens Projektmitbegründer Robert Cottle, amerikanischer Schauspieler und TV-Moderator, der dem Automaten ursprünglich seine Stimme lieh. Meist begann er seine Aussagen mit den Worten „Hier spricht Zoltan“ oder „Grüße von Zoltan“. Die Maschine enthielt ein Endlostonband mit 14 Weisheiten, die alle ungefähr 1 Minute dauerten. Unabhängig davon, welche Sternzeichentaste der Kunde drückte, sprang das Tonband an. Nach dem Abspielen einer Nachricht stoppte eine leitfähige Markierung das Band. Die Wahrsagungen handelten von der Zukunft, Glückszahlen oder bevorzugten Farben.

### Zoltan vs. Zoltar

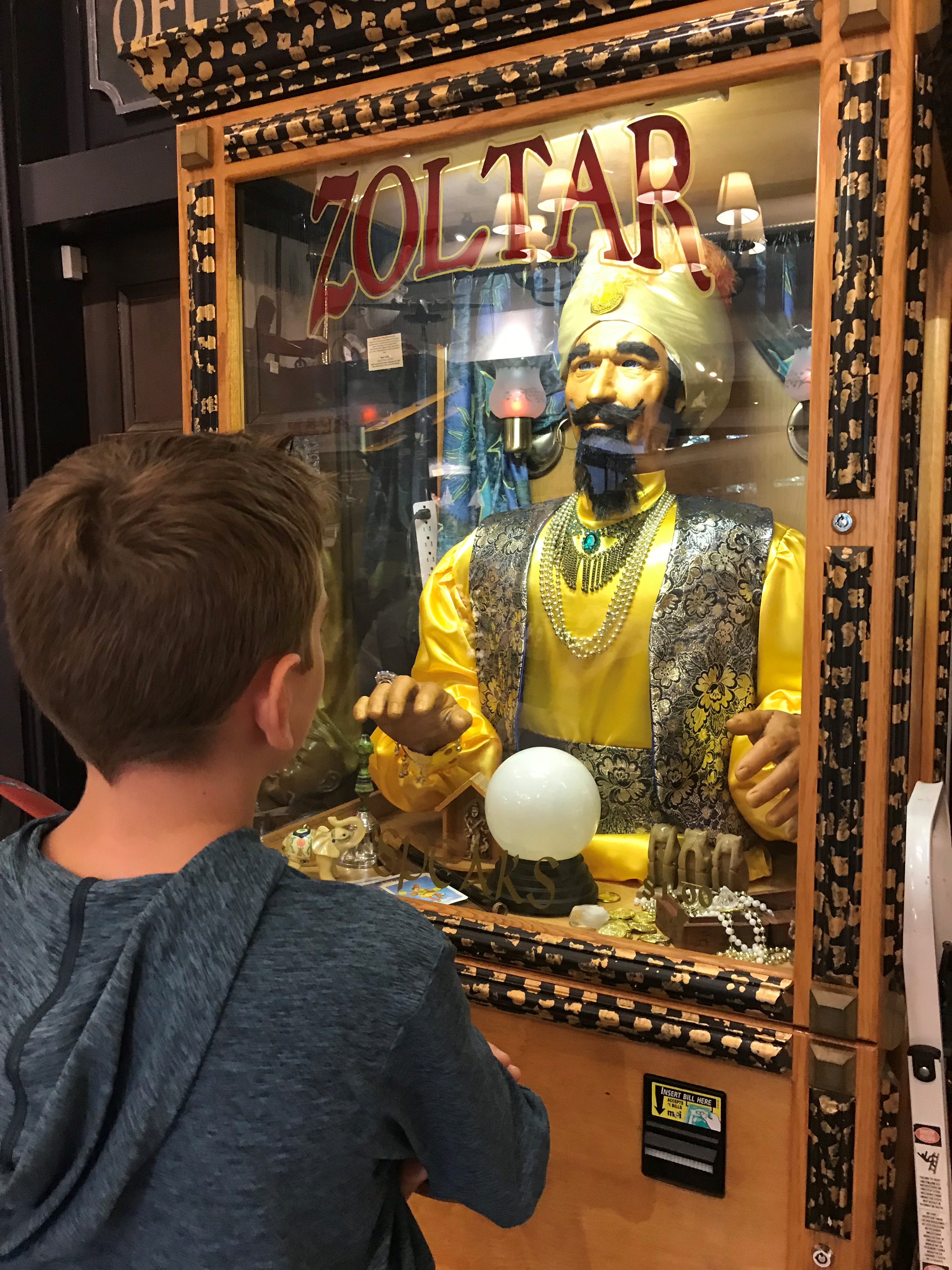
Moderner Automat mit einer Vermischung der Zoltan- und Zoltar-Modelle

Zwischen zwei Automaten kommt es häufig zu einer Verwechslung: Zoltan und Zoltar speaks (deutsch Zoltar spricht). Der Letztere ist vielen Menschen ein Begriff, weil er im Film Big mit Tom Hanks von 1988 vorkommt. Dort erfüllt er einem Jungen seinen Wunsch, erwachsen zu sein. Betrachtet man beide Geräte, ist jedoch offensichtlich, dass es völlig unterschiedliche Geräte sind.
| Kategorie           | Zoltan                  | Zoltar speaks                                                           |
| ------------------- | ----------------------- | ----------------------------------------------------------------------- |
| Bekannt geworden    | um 1970                 | Film Big 1988                                                           |
| Form                | Vitrine auf Standfuß    | klassische Kastenform der 1930er                                        |
| Grundfarbe          | gold                    | rot                                                                     |
| Geldeinwurf         | klassischer Münzeinwurf | Die Münze ist über Kurbeln und Schanze im Mund der Figur zu platzieren. |
| Vorauswahl          | Sternzeichen            | –                                                                       |
| Requisit            | Kristallkugel           | –                                                                       |
| Animation           | –                       | Mund öffnet und schließt sich rhythmisch                                |
| Beleuchtung (Farbe) | Kristallkugel (weiß)    | Augen (rot)                                                             |
| Start               | direkt nach Münzeinwurf | nur nach erfolgreichem Platzieren der Münze                             |
| Wahrsagung          | per Sprachausgabe       | per Karte                                                               |

Aufgrund seiner Popularität ist der Name Zoltar oft ein Synonym für einen Wahrsageautomaten. Die Angebotspalette reicht von einer kleinen Ausführung für den Schreibtisch bis zur buchbaren Attraktion mit einem lebendigen Improvisationskomödianten.

### Bocca della Verità

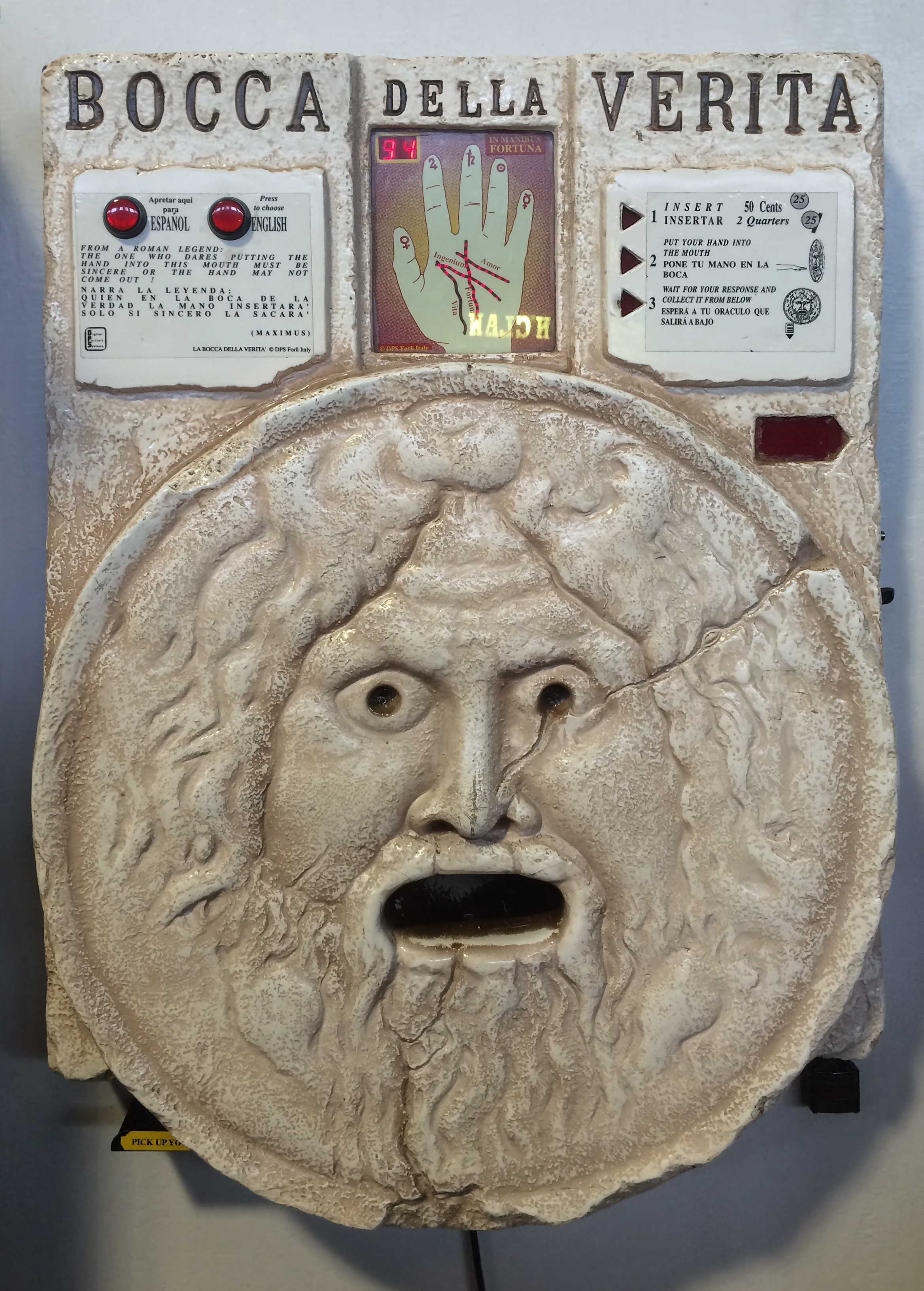
Wahrsageautomat Modell Bocca della Verità

Die Wahrsageautomaten Bocca della Verità (deutsch Mund der Wahrheit) haben eine historische Vorlage. Die Bocca della Verità ist ein etwa 2000 Jahre altes Relief aus Rom, das ein Gesicht mit geöffnetem Mund zeigt. Eine mittelalterliche Legende besagt, wenn man seine Hand in den Mund des Reliefs lege und dann eine Lüge spreche, würde die Hand abgebissen.
Seit 1987 werden diese Wahrsageautomaten in Italien hergestellt. Die Gestaltung veränderte sich im Laufe der Jahre, auch wenn das Motiv gleich blieb. Heute sind verschiedene Größen erhältlich, von etwa 1 m bis zur realen Größe von etwa 1,70 m. Die Automaten werden in viele Länder verkauft, wie England, Frankreich, Spanien, Russland, Japan. Das Model ist vielfach kopiert worden.
Bei Geldeinwurf ertönt eine tiefe Stimme, wenngleich das Original in der Sage nicht sprach. Gleichzeitig erscheint ein rotes Licht im Mund des Reliefs. Der Kunde legt seine Hand in den Mund, mit der Handfläche nach unten oder oben. Die Maschine scannt nun mutmaßlich die Handlinien. Dazu erklingen wirre Computergeräusche, die suggerieren, dass das Gerät arbeitet. Abschließend erscheint ein kleiner Zettel in einem Ausgabefach. Der Zettel bietet mehrere Sätze, die beispielsweise folgendermaßen lauten: „Manchmal ist es besser zu handeln, als zu viel zu denken.“, „Es ist noch zu früh, um zu sagen, ob Du eine Person bist, die Glück hat oder nicht.“ oder „Du bist eine intelligente Person, die ihr Gehirn gut einzusetzen weiß.“ Unter den Sätzen ist ein Säulendiagramm abgebildet, zu den Lebensbereichen Liebe, Gesundheit und Geld.

## Andere Kulturen

### Japanischer Kulturraum am BeispielOmikuji

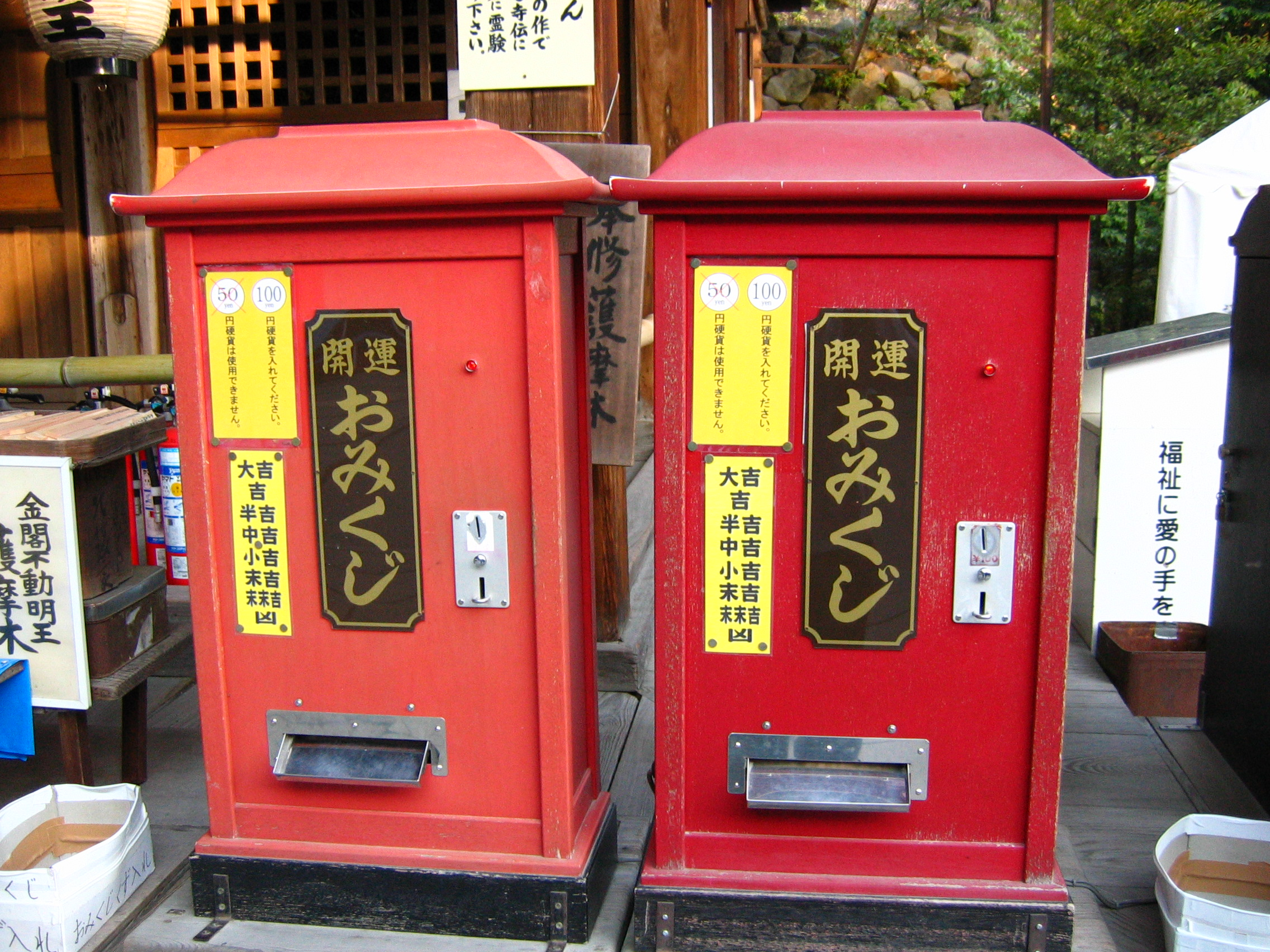
Omikuji-Automaten

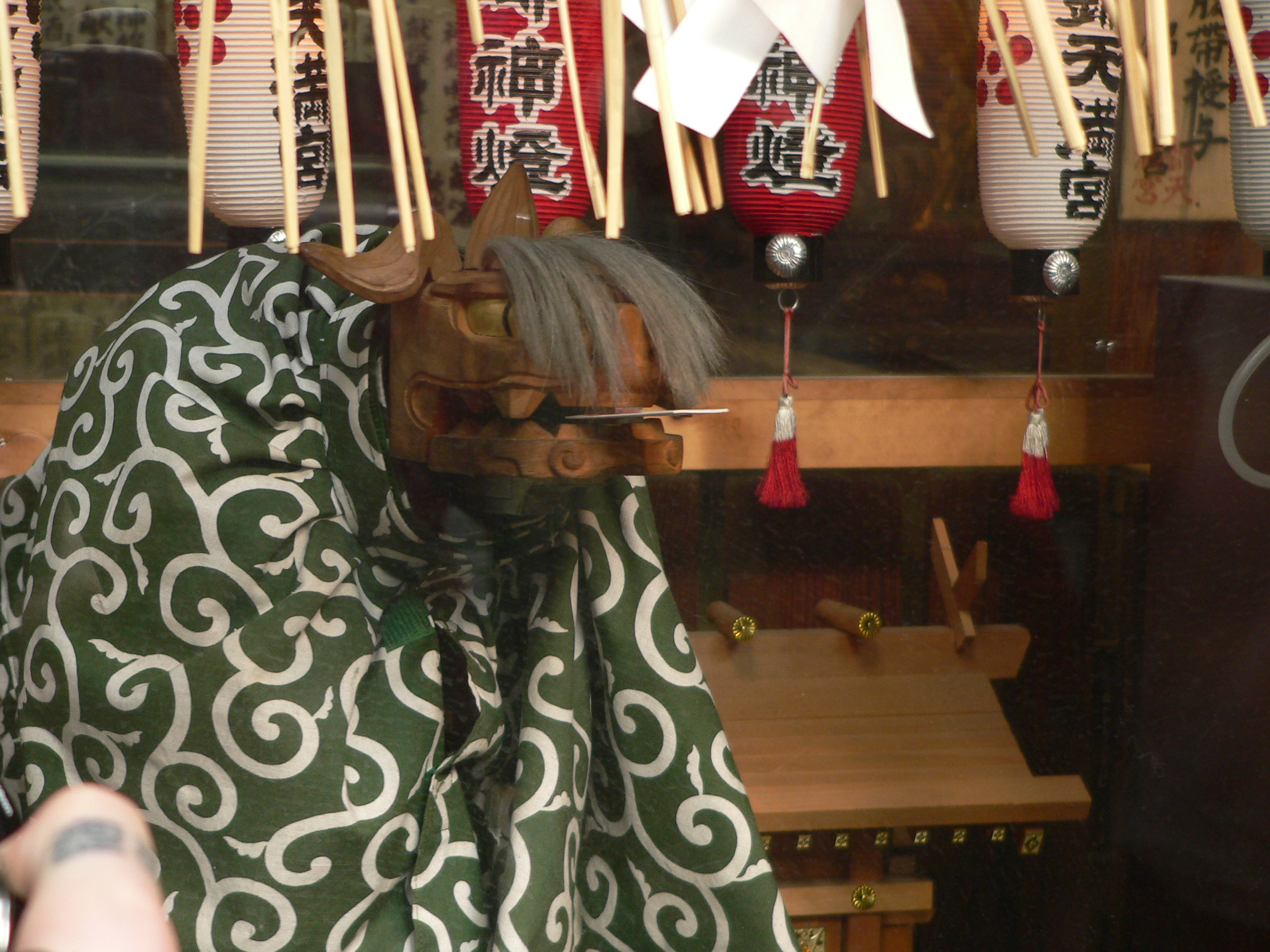
Detailaufnahme im Automaten mit Löwentänzer

Omikuji sind Papierstreifen, auf die Wahrsagungen geschrieben und die in Shintō-Schreinen und buddhistischen Tempeln in Japan zu finden sind. Die Vorhersagen betreffen das Schicksal, Geld, Gesundheit, Arbeit, Liebe, Geschäft, Studium und Reisen. Für Touristen werden die Weissagungen mittlerweile auch in Fremdsprachen ausgegeben, wie Englisch, Chinesisch, Koreanisch. Der Preis bewegt sich im Allgemeinen unter 2 Euro.
70 % der Omikuji in Japan werden heute vom Nishoyamada-Schrein in Shūnan produziert. Der 21. Priester des Schreins, Shigetane Miyamoto, setzte sich bereits um die Jahrhundertwende für Frauenrechte ein. 1905 etablierte er einen Frauenverband, ein Jahr später gründete er die ‚Women’s Road‘, inklusive Zeitschrift. Über die Omikuji werden diese Aktivitäten heute finanziert. Miyamoto entwickelte auch einen Verkaufsautomaten für die Omikuji. Das war Japans erster Verkaufsautomat, den er versuchte landesweit zu vertreiben. Sein Sohn verbesserte den Automaten. Wenn eine Münze eingeworfen wird, beginnt eine Laterne zu leuchten und Musik wird gespielt. Die Wahrsagung wird als Papierstreifen ausgegeben.
Neben einfachen Automatenmodellen gibt es außergewöhnliche, zum Beispiel mit Figuren einer Katze oder Taube. Eine weitere Variante sind Automaten im Gashapon-Stil, die in Kapseln neben den Weissagungen auch Glücksbringer verkaufen. Berühmt ist der Automat mit einem mechanischen Löwentänzer (jap. 獅子舞) im Nishiki Tenmangu, einem Schrein in Kyoto.

## Galerie

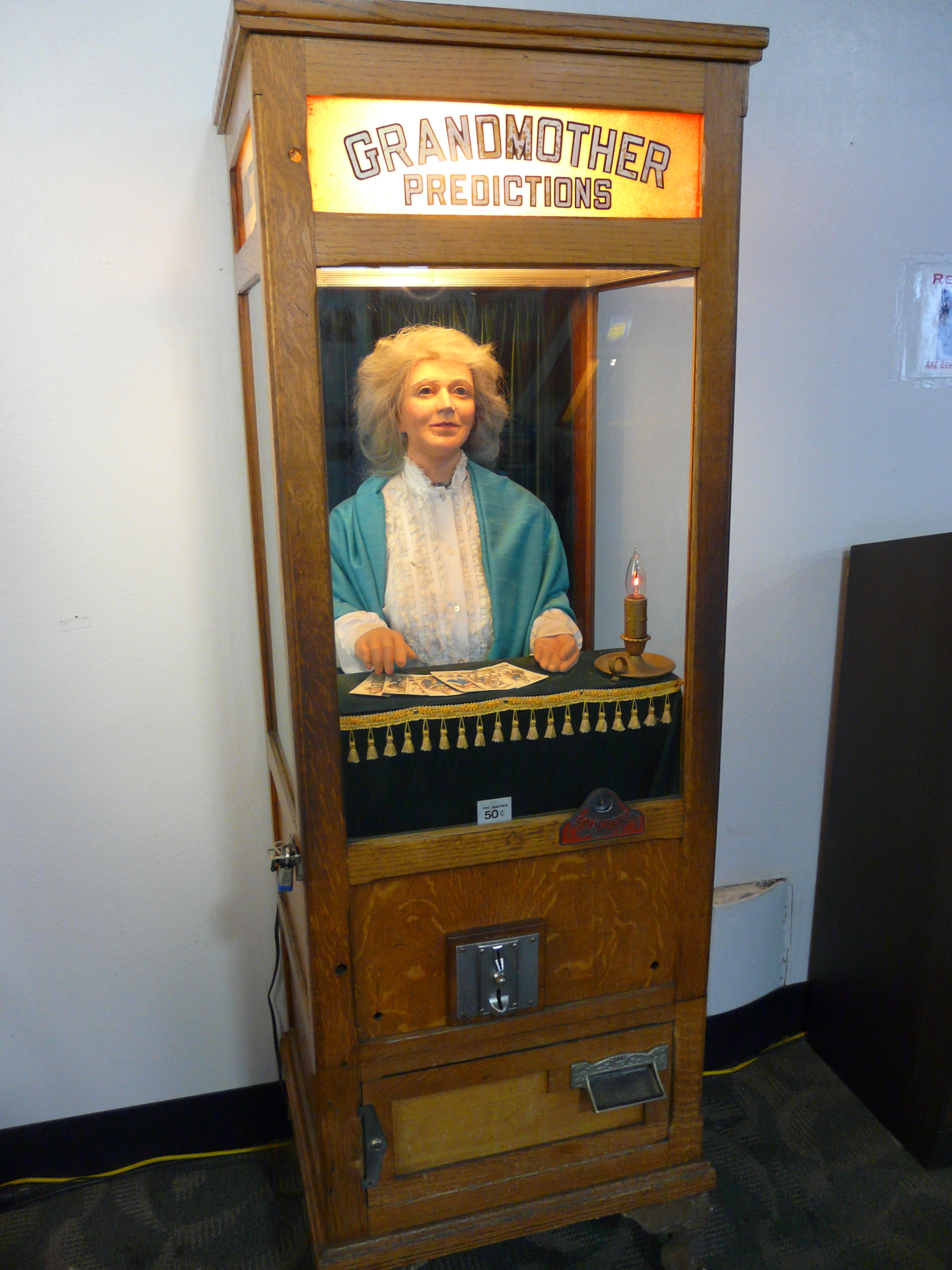
Automat Gypsy Grandma, allerdings ohne funktionsuntüchtigen Lautsprecher
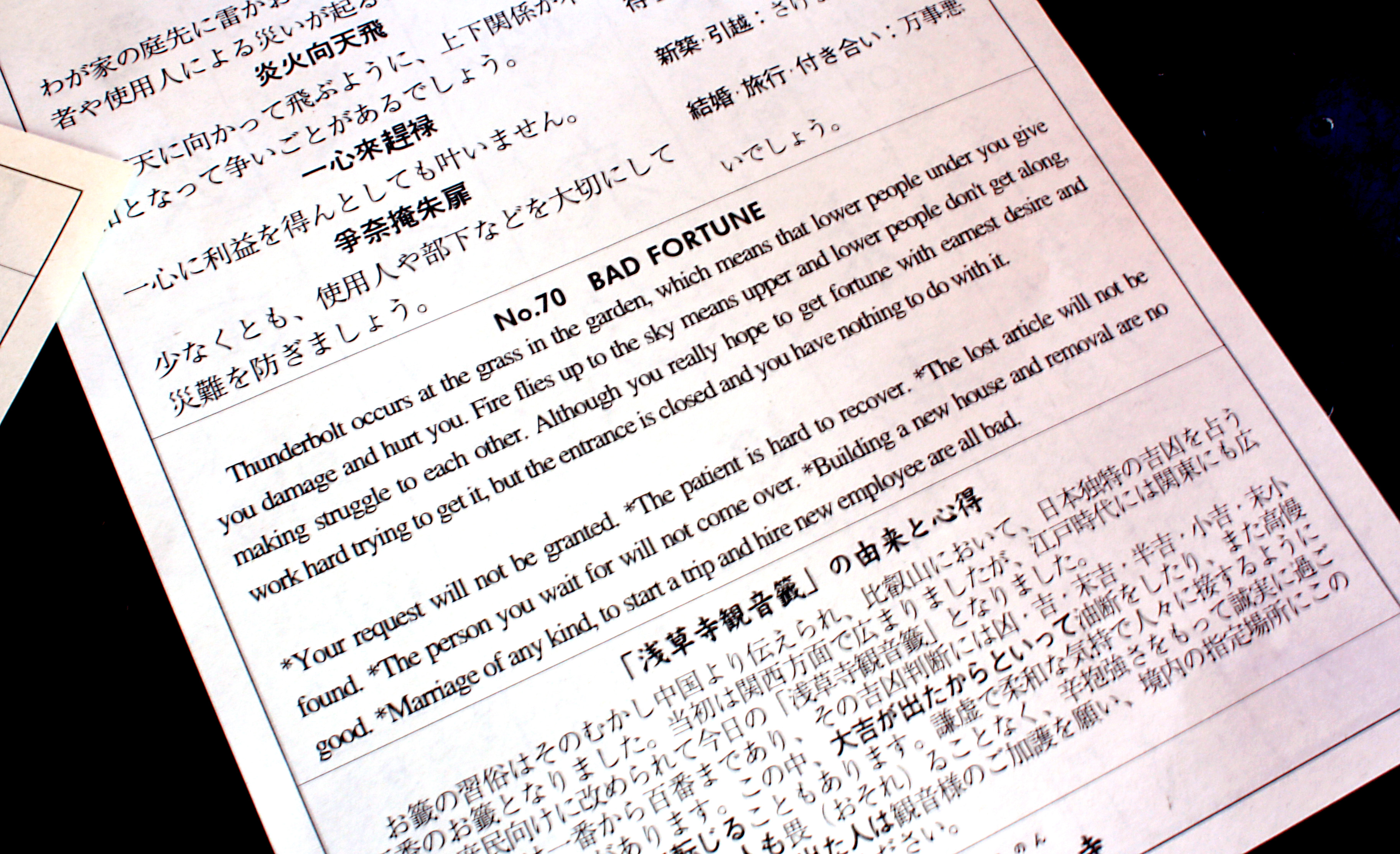
Omikuji Weissagung, u. a. auf Englisch
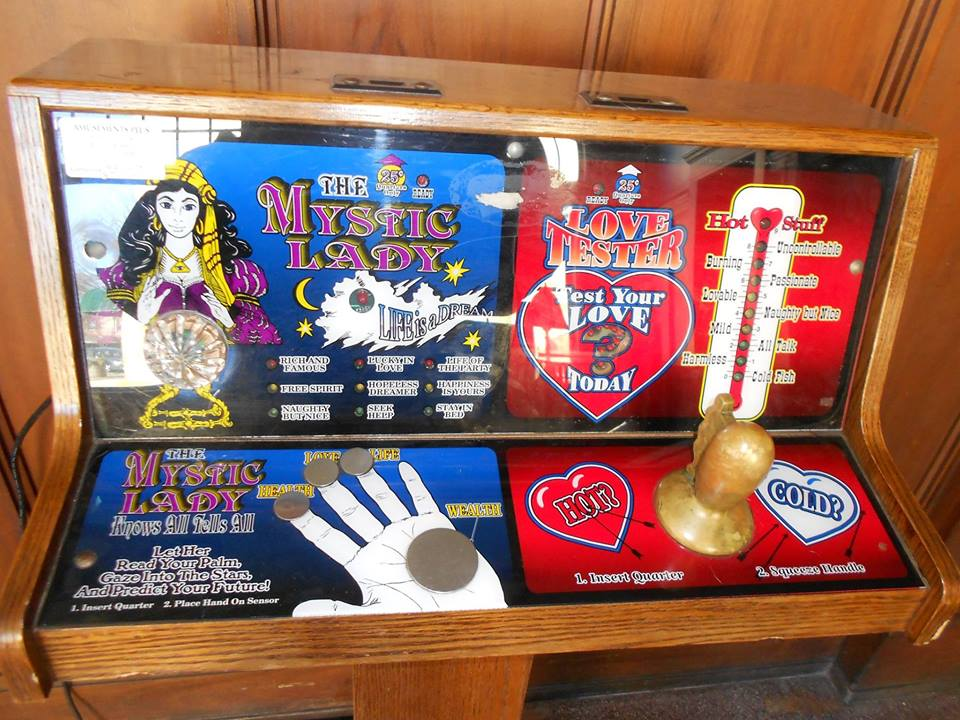
Automat für Wahrsagung und Liebesbarometer, um 1990 USA
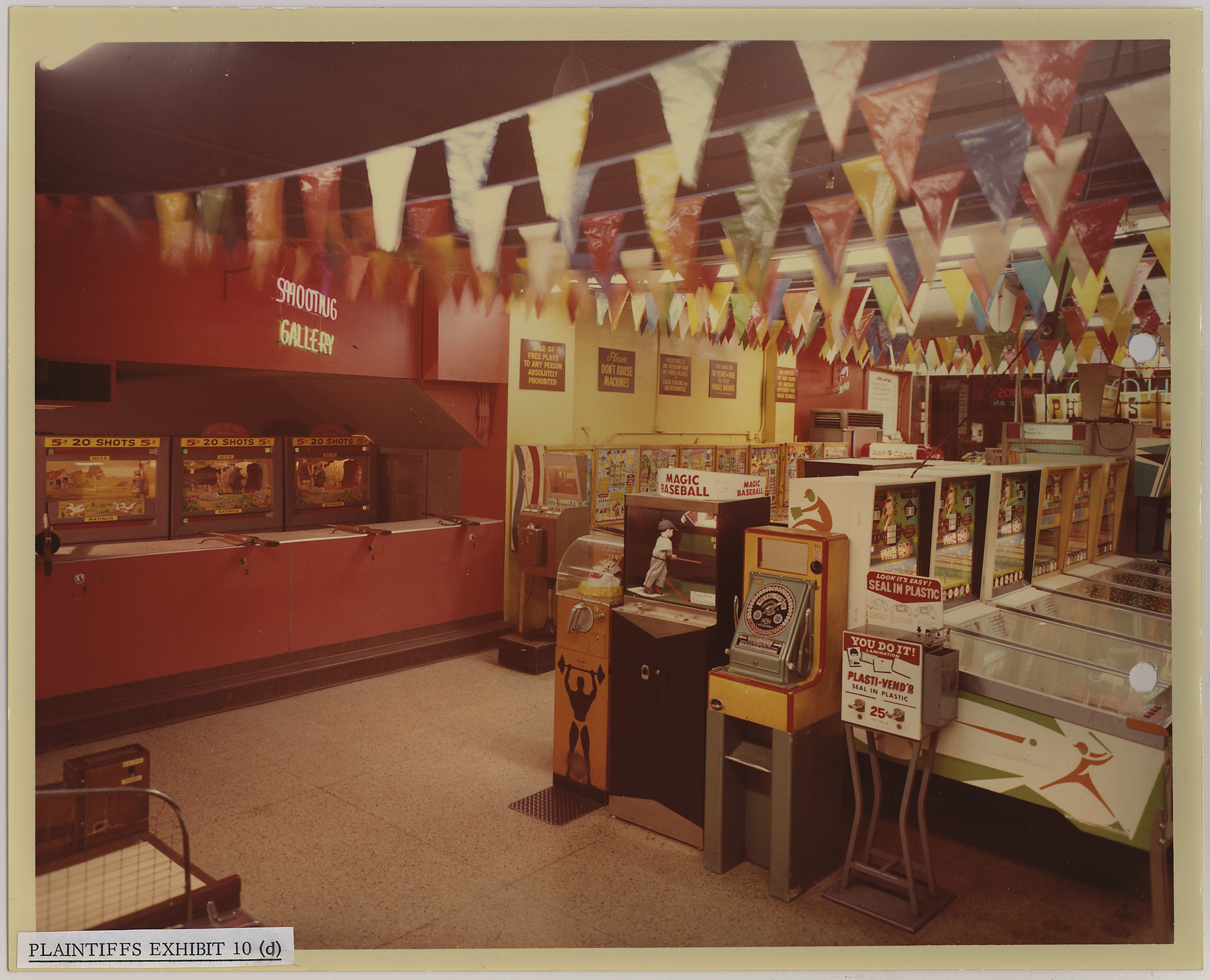
In Spielhallen wie diesen waren Wahrsageautomaten in den USA u. a. aufgestellt (Foto Kansas City 1968)